# Спор о названии Персидского залива
Название водоёма, разделяющего Иранское нагорье и Аравийский полуостров, за которым исторически закрепилось название Персидский залив, было оспорено некоторыми арабскими странами в 1960-х годах. Соперничество между Ираном и арабскими государствами, появление панарабизма и арабского национализма привели к использованию термина «Арабский залив» в нескольких арабских странах. 

## Исторический обзор
На почти всех картах, напечатанных до 1960 года, и в большинстве современных международных договоров, документов и карт эта акватория известна как «Персидский залив». Название «Арабский залив» официально используется только в Лиге арабских государств и в документах ООН на арабском языке. Название «Персидский залив» является традиционным со времён древнегреческих географов Птолемея и Страбона и отражает геополитические реалии того времени с мощной Персидской империей, которая контролировала практически всю береговую линию Залива. Это название использовал в своих трудах арабский христианский историк X века Агапий Манбиджский.
Согласно Махану Абедину (Mahan Abedin) из Jamestown Foundation, впервые инициатива о смене названия на «Арабский» была озвучена сэром Чарльзом Белгрейвом в 1930-х годах, однако британский советник правителя Бахрейна использовал название «Персидский залив» вплоть до 1960-х годов, но, по мере роста националистических настроений среди арабов в этом десятилетии, некоторые арабские страны, в том числе и граничащие с Персидским заливом, начали широко использовать термин «Арабский залив» (араб. الخليج العربي‎ — al-Ḫalīj al-ʻArabiyy), чтобы приписать этот водный путь себе. Ведущий телеканала «Аль-Джазира» на английском языке Теймур Набили (Teymoor Nabili) отметил, что, по иронии судьбы, развитию движения за смену названия залива поспособствовало то, что Иран, движимый США, поддержал Израиль во время арабо-израильской войны 1973 года. Это, вкупе с ослаблением политического и экономического влияния Ирана, привело к принятию альтернативного названия Персидского залива в региональных политических кругах и нефтяном бизнесе.
В древности термином «Арабский залив» (лат. Sinus Arabicus) обозначали то, что сейчас известно под названием «Красное море» — в частности, Страбон и Птолемей называли Красное море как Sinus Arabicus. И оба этих древних географа использовали название «Персидский залив» (лат. Sinus Persicus) для водоёма между Ираном и Аравийским полуостровом. В период раннего ислама мусульманские географы использовали название «Море персов» (араб. بحر فارس‎ — «бахр Фарис») или «Залив персов» (араб. خليج فارس‎ — «халидж Фарис»). На более поздних европейских картах Нового времени используются те же названия: Sinus Persicus, Persischer Golf, Golfo di Persia на разных языках Европы.
После захвата Багдада Османской империей в 1534 году, турки получили доступ к Индийскому океану через главный порт Персидского залива — Басру. В 1541 году картограф Герард Меркатор предпринял попытку создания наиболее точной карты Земли на тот период, где назвал этот залив как «Персидский залив, сейчас Басрийское море» (Sinus Persicus, nunc Mare de Balsera). Тем не менее, на его карте мира от 1569 года название меняется на Mare di Mesendin (по названию полуострова Мусандам), а в Atlas Minor Меркатора 1634 года Персидский залив назван «Арабским» (Sinus Arabicus). В то время как его соперник Абрахам Ортелий в мировом атласе 1570 года использовал для залива название Mare El Catif, olim Sinus Persicus (по названию Аравийского порта Эль-Катиф), но пометил вход в залив (совр. Ормузский пролив) как Basora Fretum (Басрийский пролив). После всей этой путаницы, старое название начало постепенно распространяться с XVII века, но Турция всё ещё использует название «Басрийский залив» (тур. Basra Körfezi).
В конце 1830-х годов британцы предприняли попытки взять под свой контроль этот морской путь, и журнал Times в 1840 году упоминает о Персидском заливе как о «Британском море», но в последующем это название никогда не использовалось в другом контексте.

## Альтернативные варианты названия
После исламской революции в Иране в 1979 году, некоторые представители исламских группировок предложили использовать термин «Исламский залив» или «Мусульманский залив». Садек Хальхали во время своего визита в ОАЭ в 1979 году предложил использовать термин «Мусульманский залив». Но от этой идеи быстро отказались, после того как в 1980 году мусульманский Ирак начал вторжение в Иран.

## Позиция Ирана
Иран использует только термин «Персидский залив» и не признаёт названий «Арабский залив» или просто «Залив». Иран не считает последний вариант именования беспристрастным и рассматривает его использование как вклад в отказ от исторического названия.
В феврале 2010 года Иран пригрозил закрыть своё воздушное пространство для иностранных компаний, особенно из региона Персидского залива, если они не используют термин «Персидский залив».
Важность этого вопроса стала причиной того, что Верховный совет культурной революции Ирана под председательством бывшего президента Мохаммада Хатами, согласно ориентации на культурную и историческую идентичность иранской нации со стороны некоторых держав, по предложению Совета по общественной культуре назвал дату 10 ордибехешта (29 или 30 апреля) — годовщину изгнания португальцев из Ормузского пролива, Национальным днем Персидского залива. В 2010 году Национальный день Персидского залива впервые был отпразднован по всему Ирану, особенно в прибрежных городах Персидского залива. 10 ордибехешта было выбрано потому, что этот день является годовщиной успешной военной кампании шаха Аббаса Великого, после которой португальцы были вытеснены из Ормузского пролива, а остров Ормуз был захвачен.
Почтовая компания Исламской Республики Иран выпустила серию марок, посвящённых празднованию Национального дня Персидского залива.

## Инциденты, связанные со спором о названии Персидского залива
- Благодаря «бомбардировке Google» в 2004 году со стороны иранских пользователей сети Интернет, при поиске словосочетания «Arabian Gulf», первой ссылкой в выдаче поисковой системы Google стала значиться страница, которая пародирует «ошибку 404» и советует больше не искать «Арабский залив»[24].
- В 2004 году власти Ирана запретили Атлас мира, изданный Национальным географическим сообществом США, из-за того, что Персидский залив в нём обозначен как «Арабский залив», а три острова в Персидском заливе (Абу-Муса, Томбе-Бозорг и Томбе-Кучек) отмечены как «оккупированные» Ираном[25].
- Вторые исламские игры солидарности, которые планировалось провести в октябре 2009 или апреле 2010 года в Тегеране, не состоялись из-за спора о названии Залива.
- На церемонии открытия XVI Летних Азиатских игр 2010 года в Гуанчжоу, Персидский залив был назван «Арабским заливом», из-за чего посол Китая в Иране был вызван в МИД Исламской Республики, а посольство Ирана в Пекине направило китайским властям ноту протеста[26].